# Cyclanthera leptostachya
Cyclanthera leptostachya är en gurkväxtart som beskrevs av George Bentham. Cyclanthera leptostachya ingår i släktet springgurkor, och familjen gurkväxter. Inga underarter finns listade i Catalogue of Life.